# Rebana Ubi

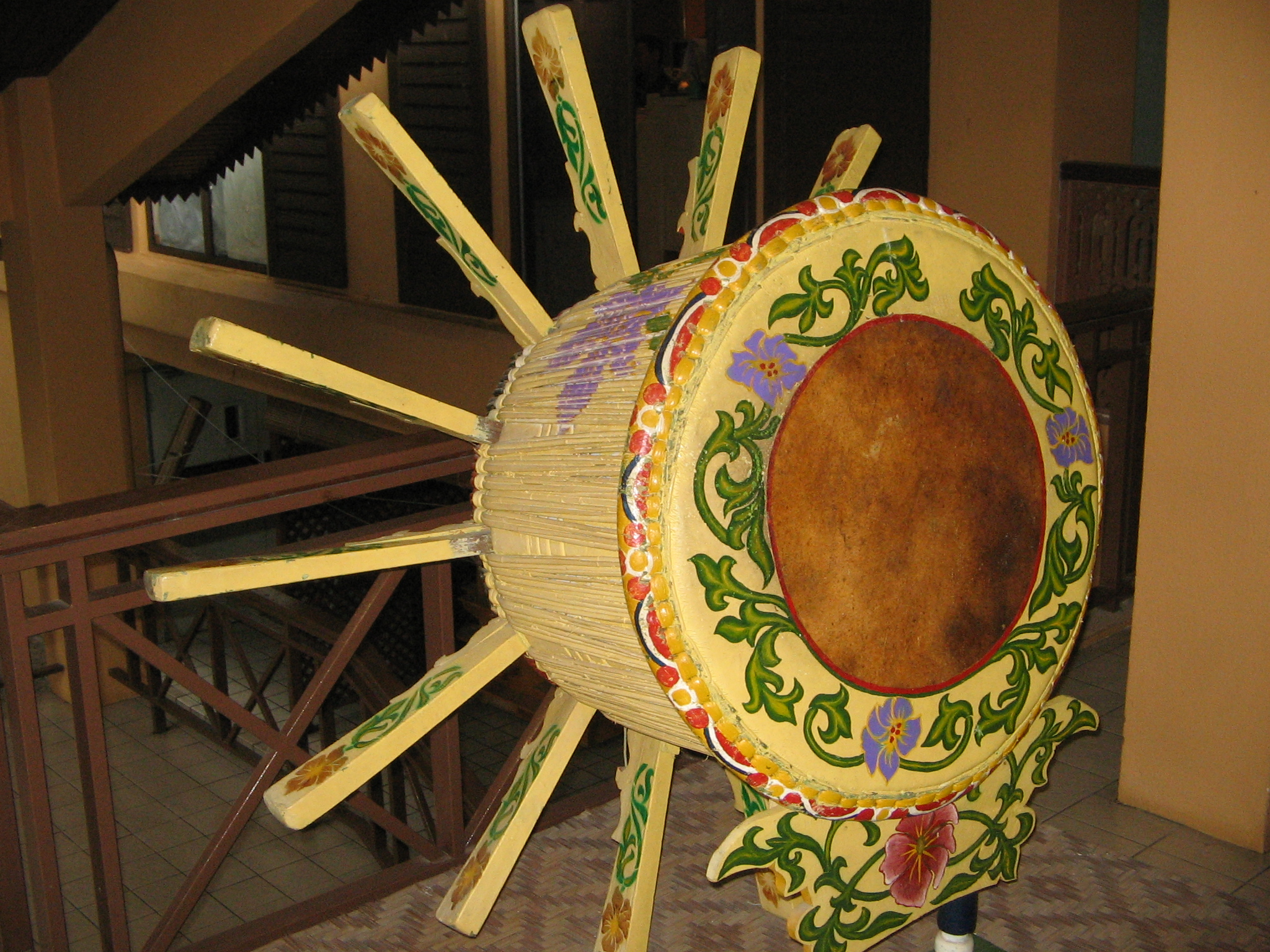
O Rebana Ubi

O Rebana Ubi é um tipo de instrumento musical de percussão característico da Malásia, onde é tocado frequentemente na costa leste, especialmente em Calantão e Trenganu. Seu diâmetro é de pelo menos 70 centímetros e sua altura é de quase um metro. Dependendo do seu tamanho, pode ser pendurado horizontalmente ou colocado no chão.[carece de fontes?] É representado na moeda malaia de 100 cêntimos (sen).